# Banjo-Tooie
Banjo-Tooie es la secuela directa del juego de Nintendo 64 de 1998 llamado Banjo-Kazooie. Se publicó el 1 de noviembre de 2000 para la consola Nintendo 64. Creado por Rareware, sus personajes principales son Banjo y Kazooie del popular juego original.

## Historia
Han transcurrido dos años después de la derrota de Gruntilda, quien fue atrapada accidentalmente bajo una roca al caer de su castillo en el primer juego. Klungo, su sirviente, intentó sacarla durante dos años sin tener éxito. Pero dos de las hermanas de la malvada bruja llegan a la Montaña Espiral, con el manejo de un vehículo excavador para rescatarla. Mientras tanto, en la casa de Banjo, este, Kazooie, Bottles y Mumbo Jumbo juegan cartas, juegos en los que Kazooie hace trampa. En un intento por hacer trampa, Kazooie les dice a todos que Gruntilda está fuera de la casa, por lo que todos voltean y les roba el dinero. Después de unos temblores generados por el vehículo de las hermanas de Gruntilda, deciden suspender por un momento el juego. Mumbo decide salir para averiguar tal motivo (ya que al parecer Kazooie no quiso salir porque estaba muy oscuro y le daba miedo). Mumbo observa a Klungo y las brujas, que mediante un hechizo levantan la roca que atrapaba a Gruntilda y la liberan. Mumbo planea alertar a los héroes pero es descubierto y una huesuda y desnutrida Gruntilda va tras él lanzando hechizo tras hechizo sin lograr acertar. Cuando Mumbo les da la noticia nadie le cree. Banjo al ver luces y escuchar varios sonidos extraños fuera de su casa, sale inmediatamente. Sin embargo, Bottles permanece dentro por sus sospechas sobre un intento de trampa en el juego de cartas. "Grunty" localiza la misma y ejecuta un disparo de energía que destruye la casa con Bottles dentro. Luego ella y sus hermanas salen de la región, no sin antes dejar criaturas para que deshagan toda la zona. Al amanecer, los que pudieron escapar presencian la muerte de Bottles y en su memoria deciden buscar a Grunty, sin saber que Klungo los estaba esperando para enfrentarlos.

## Objetivo
Como en el juego anterior, el objetivo del juego es recolectar todos los Jiggies (piezas de rompecabezas doradas) esparcidos por todas partes. Hay diez de ellos en cada nivel, y hay uno extra por encontrar a cada una de las nueve familias de Jinjos escondidos en el juego. Aparte, al inicio el benévolo Rey Jingaling (el rey de los Jinjos) te provee tu primer Jiggy, dando un total de 90.
El juego presenta características ajenas a su antecesor, tales como:
- A diferencia del primer título, en Banjo-Tooie se presentan acertijos más complejos, así como jefes de mayor tamaño y un número nuevo de minijuegos; también se presenta la posibilidad de controlar al personaje Mumbo Jumbo y además separar a Banjo y a Kazooie para así controlarlos individualmente.

- Al ser un juego de plataformas, algo peculiar es que los niveles no son zonas individuales unidas solamente por el exterior; en muchas ocasiones se requiere que el jugador cruce de un nivel a otro, o que regrese a un nivel anterior después de haber aprendido una nueva habilidad que le será útil. Las estaciones de tren en la mayoría de los niveles son una parte integral de este sistema; una vez que una estación ha sido abierta, será posible desplazarse entre niveles en el tren, lo que es fundamental para completar el juego.

- Otras diferencias se manifiestan en que la dificultad del juego es marcadamente más alta que Banjo-Kazooie, tal vez más que el promedio de los juegos del género.

- Cambia la manera de colectar los items (objetos). En muchos juegos de aventura, se acostumbra colectarlos de uno en uno, así era también en Banjo-Kazooie; pero en Banjo-Tooie eso pasa a segundo término, al simplificar la recolección de las notas musicales (de cinco en cinco, y además hay una llave que vale por 20 notas), plumas y huevos (dependiendo del tipo, se colectan de dos en dos, de diez en diez o de veinte en veinte). Además se conservan los objetos recogidos; en la precuela, por ejemplo, sólo se mantenía el máximo de notas musicales recogidas.

- En Banjo-Kazooie no todos los niveles eran resguardados por jefes (de hecho, no se les conocía como tales; más bien eran enemigos fuertes o simples hordas de criaturas menores que resguardaban algunos Jiggies). Pero en todos los niveles de Banjo-Tooie hay jefes (diez en total) y se les considera realmente como tales, si bien no es obligatorio vencerlos para terminar el juego.

- Además, mientras en el primer título (Banjo-kazooie) la trama se basa en el tradicional "rescate a la princesa" (en este caso, la hermana de Banjo), en este juego se tratan temas más serios y ciertos personajes significativos mueren (aunque el juego se apega más al humor negro que a la tragedia).

- Este juego no tiene sistema de vidas como la precuela.

## Lista de las Claves de Sol
- Isla de las Brujas: encima de la casa de los jinjos rojos, del pueblo Jinjo.
- Templo Maya: detrás del Templo de Apuntzan.
- Mina del Barranco Brillante: dentro de agua amarilla del silo de agua.
- Brujemundo: en una puerta en la zona del espacio.
- Laguna de Alegre Roger: en una anémona de la Atlántida.
- Terrydactilandia: en el interior de la montaña cerca de la laguna de Dippy.
- Industrias Grunty: en la fachada de la fábrica.
- Picos Fuegohelados: en Icicle Grotto dentro de un cubito de hielo.
- Nube Cucolandia: en una zona alta de la caverna central solo accesible para abejas.

## Personajes
- Banjo: es un oso cuya casa se encuentra en Spiral Mountain, hasta que Gruntilda la hiciera estallar. Banjo es un chico intrépido y aventurero, y junto a su amiga Kazooie pasarán aventuras increíblemente inesperadas. Banjo tendrá que vérselas nuevamente con una antigua enemiga, Grunty la bruja, quien raptó a la hermana de Banjo en el primer juego. Ahora Grunty se las tendrá que ver duras de nuevo porque Banjo viene inesperadamente cargado de acción.

- Kazooie: esta pájaro relacionada con el pájaro loco, no tienen nada de diferentes. Es tramposa en el poker y tremenda con su humor negro, su sarcasmo y su acidez. En esta versión demostrará su valor y su lealtad con su amigo Banjo que juntos formarán una de las mejores parejas del mundo de los videojuegos.

- Gruntilda: esta huesuda y horrible bruja ha sido rescatada por sus hermanas. Desde que fue enterrada ha guardado gran rencor hacia Banjo y Kazooie y hará todo por aplastarlos. Pero será finalmente en el juego cuando se verán las caras y se decidirá el destino del mundo de Banjo.

- Mumbo Jumbo: este viejo amigo de Banjo con cabeza de calavera reaparecerá para ayudar a los protagonistas a lo largo de la búsqueda de Grunty. Aparecerá en cada escenario para de alguna manera con su magia ayudar a Banjo.

- Humba Wumba: esta india que aparecerá en cada escenario ayudará a Banjo a cambio de unas chistosas criaturitas mágicas llamadas "glowbo". Los glowbos le confieren el poder a Humba de transformar a Banjo. Las transformaciones van desde en un gran dinosaurio hasta en una auténtica lavadora. Prepárense porque nos tiene grandes sorpresas.

- Melosa: esta abeja de la miel está deseosa de obtener anillos de miel a cambio de aumentarte la vitalidad. Será de gran ayuda a lo largo del juego.

- Cheato: este libro lleno de hechizos, que alguna vez perteneciera a Gruntilda, te dará trucos y claves para facilitar tu aventura a cambio de sus páginas perdidas (arrancadas por Gruntilda, luego de ser liberada, por la ayuda que Cheato les prestó a los protagonistas en el primer juego). Te dará unos trucos que serán útiles en el juego.

- Jamjars: Este soldado retirado, hermano del fallecido Bottles, te ayudará durante todo el juego enseñándote nuevos movimientos, incluidos cuatro nuevos tipos de huevos, desde los de fuego, hasta los huevos mini-robot.

## Personajes Recurrentes
- Rey Jingaling: Es el rey de la aldea jinjo y los jinjos. Es quien inaugura los juegos anuales de fútbol de piedros. Fue atacado por Gruntilda convirtiéndole en zombi.

- JiggyWiggy: Es el amo y señor de las piezas de rompecabezas. Es quien abre los mundos para Banjo. Tiene un papel muy importante en el juego.

- Guardia de la puerta: Es quien protege el recinto de JiggyWiggy y quien recibe las piezas de rompecabezas para poder entrar.

- Sra. Bottles: Es la esposa del topo Bottles. Lo único que hace es preguntar por el y cocinar.

- Helga: Es un ave muy grande y gorda que le cuesta moverse por su forma.

- Sr. Forma: Aparece en Nube Cucolandía y es quien reta a Banjo a ganarle en las pruebas de deporte como salto, distancia, etc. Este conejo es muy hábil y veloz. Anda en busca siempre de nuevos retos y oponentes.

- Apuntzan: En inglés "Targitzan" es el dios del tiro al blanco. Es un jefe del juego. Según él no hay nadie que pueda vencerle en Tiro al Blanco.

- Viejo Rey del Carbón: Es el dueño de Tuffy el tren que viaja a diferentes mundos. Es un jefe del juego. No le gusta que lo molesten, ni que cojan su tren sin permiso.

- Mr. Patch: En español "Señor Parche" Es una cosa inflable, rara e inestable que se encuentra en la gran carpa de Brujemundo. Es un jefe del juego. Su nombre se da, porque está cubierto de parches por todo el cuerpo, y sin esos parches se desinflaría. Es parecido a un gran dinosaurio verde.

- Lord Woo Fak Fak: Es un pez linterna ciego que se encuentra en lo más profundo de la Atlántida en el casillero de Davy Jones. Es un jefe del juego. Tiene unas verrugas gigantes y amarillas. No le gusta que le molesten.

- Terry: Es un pterodáctilo que vive en lo más alto de Terrydactilandia. Es un jefe del juego. Es enorme, creyó que Banjo había robado sus huevos y por eso le atacó.

## Escenarios
- La montaña Espiral (Spiral Mountain): este escenario no es precisamente un mundo pero el juego se desarrolla aquí donde Bottles es asesinado por Grunty en casa de Banjo. En este lugar se encuentra la guarida abandonada de Gruntilda, la casa de Banjo, y la cueva que conduce a la Isla de las Brujas.
- Isla de las Brujas (Isle of Hags): la zona que engloba a las demás escenas, que presenta características similares a las de 'Gruntilda's Lair' (La Guarida de Gruntilda) en Banjo-Kazooie. El jefe es Klungo, el sirviente de Grunty (Gruntilda). La magia de Mumbo es la de curar enfermedades y la de Humba transforma a Kazooie en dragón.
- 1. Templo Maya (Mayhem Temple): un mundo de temática de la civilización maya (significativo de ser el primer juego con un mundo de temática de una civilización mexicana), en la que el jugador explorará cuevas, construcciones y entrará en un juego de Kickball. El jefe es Targitzan, la máxima figura del tiro al blanco ("Apuntzan, Despótico Dios-Tótem Mareado" en la versión en castellano). La magia de Mumbo permite invocar una estatua dorada gigante llamada el Goliat dorado, y Humba transforma a los personajes en una pequeña criatura de roca llamada Piedro.
- 2. Mina del Barranco Brillante (Glitter Gulch Mine): se trata de una mina abandonada y oscura con temática de películas del oeste ya que hay música y enemigos del oeste. Algunas áreas deben ser abiertas detonando las obstrucciones. El jefe es Old King Coal ("Viejo Rey del Carbón, Monarca de la Sucia Caldera"), el dueño del tren Chuffy. La magia de Mumbo permite levitar objetos enormes, y Humba transforma a los personajes en un detonador.
- 3. Brujemundo (Witchyworld): es un parque de atracciones propiedad de Grunty. Se trata de la escenario con más minijuegos y eventos recreativos. El jefe es Mr. Patch ("Sr. Parche, Cosa Inflable, Extraña e Inestable"), un dinosaurio inflable que supone ser la atracción principal. Se encuentra en un circo donde Conga, el jefe gorila de Mumbo's Mountain, oficia de portero, solicitando las entradas del circo. La magia de Mumbo permite devolver la energía eléctrica a aparatos apagados o dañados y Humba transforma a los personajes en un furgón blindado.
- 4. Laguna de Alegre Roger (Jolly Roger's Lagoon): uno de los mundos más sorprendentes por ser el único en el que se puede explorar bajo el agua por tiempo ilimitado para descubrir ruinas y cuevas profundas como la ciudad de la Atlántida. También hay un pueblo pirata donde el capitán del nivel de la Bahia del Cubo Oxidado (Rusty Bucket Bay) y El Capitán Blubber (Capitán Grasoso o Capitán Balbuceante) se alojan. Además puedes comprar varios objetos en la tienda si tienes la suficiente cantidad de doblones de oro. El jefe es Lord Woo Fak Fak (Pez Linternado con gran autoestima), un pez que fue encerrado en un casillero hundido llamado la Taquilla de Davy Jones. La magia de Mumbo permite oxigenar el agua y Humba transforma a los personajes en submarino.
- 5. Terrydactilandia (Terrydactyland): de temática prehistórica, es el hogar de varias familias de cavernícolas y dinosaurios. La dificultad en la recolección de Jiggies se incrementa inesperadamente en este mundo. El jefe es Terry, un padre pterodáctilo cuyos huevos fueron extraviados y acusa a Banjo y Kazooie de ser los ladrones. La magia de Mumbo permite agrandar cosas incluida la choza de Humba. De esta forma, Humba nos ofrece dos transformaciones: un T-Rex bebé (choza pequeña) y uno adulto (choza grande).
- 6. Industrias Grunty (Grunty Industries): es un complejo industrial de cinco pisos cuyo objeto de producción no se conoce con certeza. También es uno de los niveles más grandes y largos del juego. En este escenario aparece Loggo (personaje del primer juego), conejos que desean que sus ropas sean lavadas e incluso piscinas tóxicas como en Rusty Bucket Bay del primer juego. El jefe es Weldar, una máquina de soldar poderosa pero con vista limitada. La magia de Mumbo descompone máquinas (lo opuesto de la magia de Witchyworld) y Humba transforma a los personajes en lavadora (con la curiosa habilidad de poder disparar ropa interior).
- 7. Picos Fuegohelados (Hailfire Peaks): es una isla que se divide en dos regiones: una de fuego, donde vive Gobi (personaje camello que aparece en el sexto mundo del juego llamado Valle de Gobi (Gobi's Valley) en Banjo-Kazooie) y dónde podemos encontrar un volcán y un estadio de Kickball, y otra de hielo, donde hay un glaciar, una plataforma petrolífera y el iglú de Boggy, el oso polar que conocieran Banjo y Kazooie en el primer juego. Este nivel cuenta con dos jefes: Chilli Billi (en el área de fuego) y Chilly Willy (en el área de hielo), dos dragones hermanos que confunden a Banjo y Kazooie con un repartidor de pizza. La magia de Mumbo permite revivir personajes fallecidos y Humba transforma a los personajes en una bola de nieve (por un pasaje secreto, también se llega aquí con la transformación del Templo Maya en "Stoney").
- 8. Nube Cucolandia (Cloud Cuckooland): es un mundo en el cielo, en el cual se exploran áreas muy curiosas y extrañas. Podemos encontrar un cubo de basura gigantesco, un nido de abejas llamados Zubbas (como en el Bosque Tic Tac (Click Clock Wood) del primer juego), un caldero de oro, una caverna central, el (apestoso) interior de un queso gigante o un castillo de gelatina. El jefe es Mingy Jongo, un robot con la apariencia de Mumbo Jumbo que vive en una falsa Calavera de Mumbo (existen dos Calaveras, una roja y una azul y Mingy Jongo aparece aleatoriamente en una de ellas). En este mundo Mumbo usa su magia para invocar la lluvia y Humba transforma a los personajes en abeja (cómo en el Bosque Tic Tac (Click Clock Wood) del primer juego, con la diferencia que la abeja de Nube Cucolandia puede disparar aguijones).
- Torre del Caldero (Cauldron Keep): Aquí no hay ítems y los únicos objetivos son vencer por última vez a Klungo, pasar un concurso de trivia presentado por Gruntilda, revivir ciertos personajes que han muerto y finalmente vencer a Gruntilda con su tanque taladro (HAG 1).

## Recepción
| Recepción |            |
| --- | ---------- |
| \| Marcador global \| Marcador global \| \| Agregador \| Puntuación \| \| -------------------- \| --------------- \| \| Metacrítico \| 90/100 \| \| Revisar puntuaciones \| \| \| Publicación \| Puntuación \| \| AllGame \| \| \| Borde \| 7/10 \| \| Famitsu \| 33/40 \| \| GamePro \| \| \| GameRevolution \| B + \| \| GameSpot \| 9,6 / 10 \| \| IGN \| 9,4 / 10 \| \| Revista N64 \| 81% \| \| Próxima generación \| \| \| Nintendo Power \| 9,0 / 10 \| |            |
| Marcador global |            |
| Agregador | Puntuación |
| Metacrítico | 90/100     |
| Revisar puntuaciones |            |
| Publicación | Puntuación |
| AllGame |            |
| Borde | 7/10       |
| Famitsu | 33/40      |
| GamePro |            |
| GameRevolution | B +        |
| GameSpot | 9,6 / 10   |
| IGN | 9,4 / 10   |
| Revista N64 | 81%        |
| Próxima generación |            |
| Nintendo Power | 9,0 / 10   |

Tras su lanzamiento, Banjo-Tooie fue aclamado por la crítica y vendió más de tres millones de copias en todo el mundo. GameRevolution consideró a Banjo-Tooie menos repetitivo que Donkey Kong 64 y un digno sucesor de Banjo-Kazooie . Nintendo Power se refirió a Banjo-Tooie como "el cruce perfecto entre Donkey Kong 64 y Banjo-Kazooie ", y señaló que presenta menos retroceso entre niveles que Donkey Kong 64 . La publicación también declaró que la única decepción fue cómo Rare resolvió las bonificaciones de "Stop 'N' Swop". El editor de la revista N64 , Mark Green, consideró que, aunque Banjo-Tooie ofrece "un complemento decente de acertijos inteligentes y momentos agradables de correr y saltar", no se sentía "tan fresco o tan emocionante" como los anteriores plataformas Rare. 
Los gráficos fueron considerados algunos de los mejores en la Nintendo 64 debido a sus texturas ricas, gran distancia de dibujo y generación de sombras en tiempo real, pero fueron criticados por su velocidad de cuadros inconsistente durante ciertos puntos del juego.  Sin embargo, algunos críticos estuvieron de acuerdo en que las caídas ocasionales de la velocidad de fotogramas no obstaculizan el juego ni restan valor a los jugadores del juego de manera significativa.  GameRevolution dijo que el juego era "hermoso", pero no alcanzó el mismo nivel de asombro que su predecesor.  El juego también fue elogiado por su humor, con Edgecomentando que sus personajes son "imposibles de desagradar". 
La jugabilidad se destacó por el tamaño de los mundos del juego.  GamesRadar describió a Banjo-Tooie como un juego que requiere una gran inversión de tiempo por parte del jugador, diciendo que "Hacer un seguimiento de lo que puede hacer a continuación o dónde puede volver a visitar para obtener algo nuevo, requiere una memoria fotográfica o una copiosa toma de notas ".  De manera similar, GamePro comentó que el juego es tan grande que los jugadores podrían perder el rumbo y olvidar lo que se supone que deben hacer. GameSpot elogió el diseño de niveles y la progresión del juego por requerir constantemente que los jugadores recolecten Jiggies.  A pesar de los elogios, Edgeconcluyó que Rare debería haber innovado más en lugar de simplemente copiar la fórmula de Super Mario 64 .  En los premios 2000 GameSpot Game of the Year, Banjo-Tooie recibió el premio al Mejor Juego de Plataformas.  En la cuarta edición de los premios Interactive Achievement Awards , Banjo-Tooie recibió nominaciones para Juego del año, Juego de consola del año y Juego de acción / aventura de consola del año. 

## Desarrollo
Banjo-Tooie fue desarrollado por Rare y diseñado por Gregg Mayles , quien anteriormente trabajó en Banjo-Kazooie .El desarrollo del juego comenzó en junio de 1998.  Algunas características que se eliminaron originalmente durante el desarrollo de Banjo-Kazooie , como algunos de sus mundos y un modo de juego multijugador, se integraron en Banjo-Tooie .  Se planeó un mundo adicional ambientado en un castillo, pero debido a limitaciones de tiempo, fue desechado durante el desarrollo y los activos de él se usaron para construir la Fortaleza del Caldero. El juego cuenta con aproximadamente 150 personajes en total, incluidos enemigos y personajes no jugables. 
Originalmente, Rare planeó incluir un modo adicional, llamado "Bottles 'Revenge", donde un segundo jugador podría jugar como una versión no muerta de Bottles y tomar el control de los personajes enemigos para obstaculizar a Banjo en su búsqueda, con los jugadores intercambiando roles si el enemigo personaje logró derrotar a Banjo.  La idea fue finalmente descartada porque los desarrolladores se quedaron sin tiempo para depurarla, a pesar de admitir que "funcionó bastante bien".  Sin embargo, más tarde sirvió como inspiración detrás del modo multijugador "Counter-Operative" en Perfect Dark . Los jefes originalmente también podían ser controlables por el segundo jugador, pero el único jefe que los desarrolladores tenían trabajando cuando abandonaron el modo era el segundo jefe mundial, 'Old King Coal'.  Los desarrolladores también planearon implementar una función, llamada " Stop 'N' Swop ", que habría permitido que los datos fueran transferidos de Banjo-Kazooie a Banjo-Tooie para que los jugadores pudieran desbloquear bonificaciones adicionales en Banjo-Tooie . Sin embargo, debido a las limitaciones de hardware de la Nintendo 64sistema, la función finalmente se eliminó. A pesar de esto, Rare decidió incluir al menos algunas de las bonificaciones adicionales dentro del juego. La función Stop 'N' Swop se implementó más tarde en el relanzamiento de Xbox Live. 
La música fue compuesta por Grant Kirkhope , quien anteriormente trabajó como compositor principal de Perfect Dark , Donkey Kong 64 y Banjo-Kazooie . Como Banjo-Tooie era un juego más grande que su predecesor, Kirkhope tenía el doble de espacio de memoria en el cartucho del juego para efectos de sonido y música.  Kirkhope inicialmente tuvo que pausar su trabajo en Banjo-Tooie para trabajar primero en otros proyectos, pero finalmente la partitura musical del juego se completó a tiempo. Al igual que el original, los temas que se escuchan en el juego fueron diseñados para ser interactivos, que cambian dinámicamente para reflejar la ubicación del jugador. Debido a que el juego tiene un espacio de memoria más grande, Kirkhope pudo combinar dos archivos MIDI para canalizar diferentes fundidos de música cuando el jugador se mueve a diferentes ubicaciones.  Los desarrolladores inicialmente tenían como objetivo un lanzamiento en el cuarto trimestre de 1999, pero el juego finalmente se retrasó.  Banjo-Tooie se presentó en la Electronic Entertainment Expo 2000 y se lanzó por primera vez el 20 de noviembre de 2000 en América del Norte.  Los lanzamientos japoneses y europeos siguieron el 27 de noviembre de 2000 y el 12 de abril de 2001, respectivamente. El juego es compatible con Nintendo 64 Rumble Pak .